# Loper-Kanal
Der Loper-Kanal (englisch Loper Channel, Loper Seachannel und Loper Strait, in Argentinien Pasaje Espíritu Santo) ist eine rund 24 km breite Meerenge im Archipel der Südlichen Shetlandinseln. Sie verläuft in ost-westlicher Ausrichtung und trennt Elephant Island im Nordosten von Gibbs Island im Südwesten.
Ursprünglich wurde so der Meeresabschnitt zwischen Elephant Island und King George Island benannt. Das UK Antarctic Place-Names Committee beschränkte diese Benennung 1980 auf den hier beschriebenen Seeweg. Benannt ist er nach Richard Fanning Loper, Zweiter Maat auf der Sloop Hero, mit der Nathaniel Palmer zwischen 1820 und 1821 die Südlichen Shetlandinseln besuchte. Namensgeber der argentinischen Benennung ist die argentinische Brigg Espíritu Santo, mit der der britische Robbenfängerkapitän Joseph Herring am 25. Dezember 1819 in der Hersilia Cove von Rugged Island die Robbenjagd in der Antarktis bzw. südlich des 60. Breitengrads begründet hatte.